# Partito Pirata Europeo

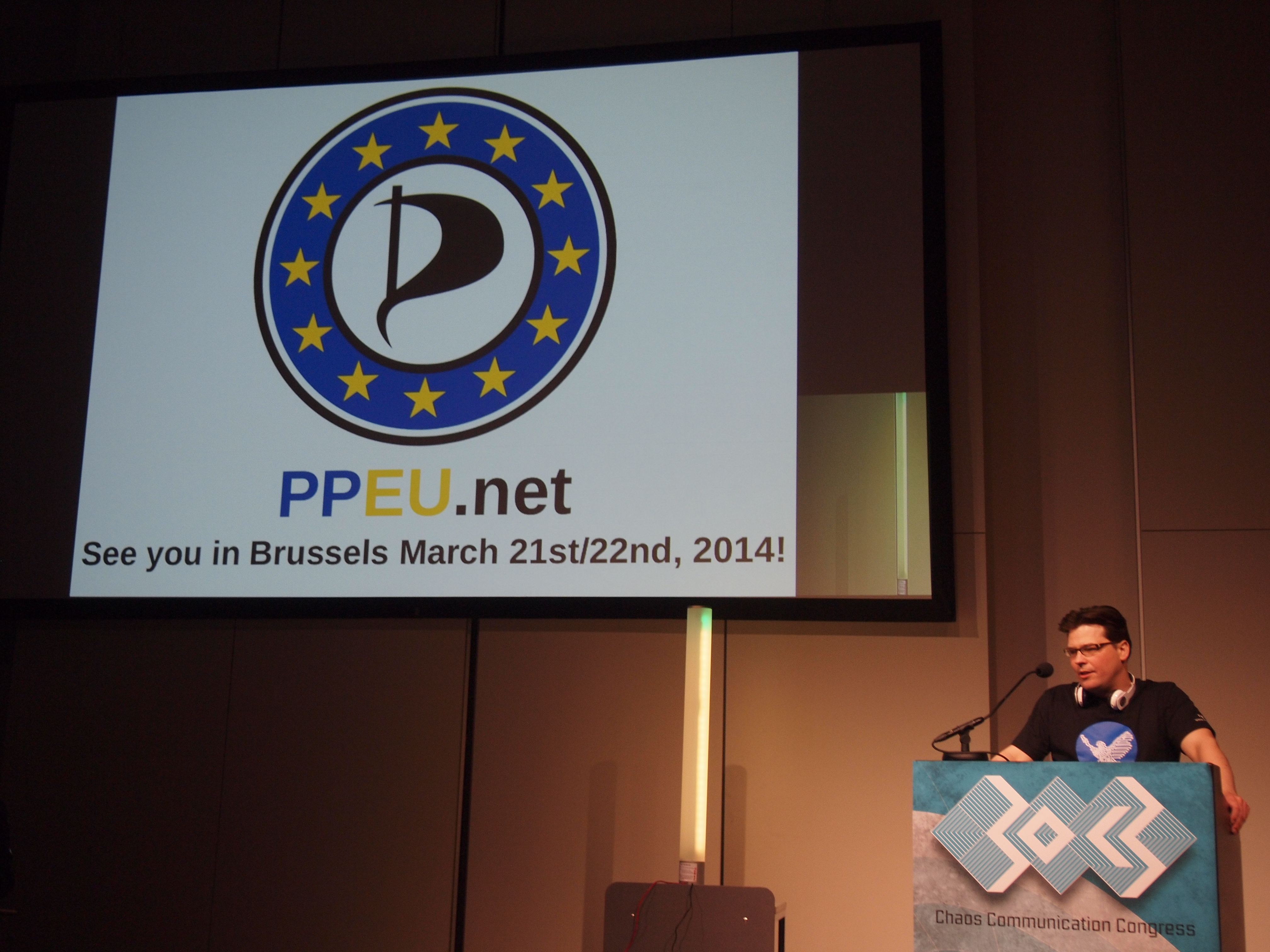
Aleman Jens Stomber alla fondazione del Partito Pirata Europeo in Amburgo

Il Partito Pirata Europeo (PPEU, in inglese European Pirate Party) è un'alleanza politica europea che aspira al riconoscimento di partito politico europeo e che unisce i partiti pirata dei Paesi dell'Unione europea e di altri Paesi extra-UE.
Fondato nel 2014, ha lo scopo di coordinare i partiti pirata europei nell'ambito delle attività nell'Unione europea e nelle elezioni europee. La sua origine deriva dalla necessità di permettere una più stretta collaborazione tra i vari partiti pirata dei Paesi europei, cosa che l'Internazionale dei Partiti Pirata non era in grado di fare a causa della sua prospettiva maggiormente internazionale.
A seguito delle elezioni europee del 2019 conta quattro eurodeputati, tre eletti in Repubblica Ceca e uno in Germania. Marcel Kolaja del Partito Pirata Ceco è stato uno dei 14 Vicepresidenti del Parlamento europeo nella prima metà della IX legislatura.
A seguito delle elezioni parlamentari in Repubblica Ceca del 2021, il Partito Pirata Ceco entra per la prima volta in coalizione di governo.

## Membri
Al Partito Pirata Europeo hanno aderito i partiti pirata di:
- Austria
- Rep. Ceca (Partito Pirata Ceco)
- Finlandia
- Francia
- Germania (Partito Pirata)
- Grecia
- Islanda (Partito Pirata)
- Italia (Partito Pirata Italiano)
- Lussemburgo (Partito Pirata del Lussemburgo)
- Norvegia
- Paesi Bassi
- Polonia
- Slovacchia
- Slovenia (Partito Pirata di Slovenia)
- Spagna (Confederazione Pirata e Pirati di Catalogna)
- Svezia (Partito Pirata)
- Svizzera

### Osservatori
- Belgio
- Giappone
- Estonia
- Potsdam
- Baviera
- Serbia: Partito Pirata
- Ungheria: Partito Ungherese del Cane a Due Code[3]

### Ex membri
- Partito Pirata Croato
- Partito Pirata di Romania

## Elezioni

### Europee del 2014
| Stato       | Seggi                                                                       | %                                                                           | Partecipazione                                                              | Voti assoluti                                                               |                                                                             |
| ----------- | --------------------------------------------------------------------------- | --------------------------------------------------------------------------- | --------------------------------------------------------------------------- | --------------------------------------------------------------------------- | --------------------------------------------------------------------------- |
| Rep. Ceca   | 0                                                                           | 4,78%                                                                       | 18,2 %                                                                      | 72 514                                                                      |                                                                             |
| Spagna      | 0                                                                           | 0,24%                                                                       | ??                                                                          | 37 999                                                                      |                                                                             |
| Germania    | 1                                                                           | 1,4 %                                                                       | ??                                                                          | ??                                                                          |                                                                             |
| Austria     | 0                                                                           | 2,1 %                                                                       | ??                                                                          | ??                                                                          |                                                                             |
| Finlandia   | 0                                                                           | 0,7 %                                                                       | ??                                                                          | 12 355                                                                      |                                                                             |
| Croazia     | 0                                                                           | 0,4 %                                                                       | 25,10%                                                                      | ??                                                                          |                                                                             |
| Slovenia    | 0                                                                           | 2,58 %                                                                      | 20,96%                                                                      | 10 005                                                                      |                                                                             |
| Lussemburgo | 0                                                                           | 4,23 %                                                                      | ??                                                                          | ??                                                                          |                                                                             |
| Italia      | In coalizione con "L'altra Europa", in lista non c'erano candidati del PPIT | In coalizione con "L'altra Europa", in lista non c'erano candidati del PPIT | In coalizione con "L'altra Europa", in lista non c'erano candidati del PPIT | In coalizione con "L'altra Europa", in lista non c'erano candidati del PPIT | In coalizione con "L'altra Europa", in lista non c'erano candidati del PPIT |
| Paesi Bassi | 0                                                                           | 0,8 %                                                                       | 37,3                                                                        | 40 064                                                                      |                                                                             |
| Polonia     | 0                                                                           | ??                                                                          | ??                                                                          | ??                                                                          |                                                                             |
| Svezia      | 0                                                                           | 2,2 %                                                                       | 48,9 %                                                                      | 77 470                                                                      |                                                                             |
| Belgio      | -                                                                           | -                                                                           | -                                                                           | -                                                                           |                                                                             |

## Sezione giovanile

Logo dell'YPE

Il Partito Pirata Europeo ha una sezione giovanile chiamata Young Pirates of Europe (YPE), fondata il 9 agosto 2013.
Attualmente sono membri:
- Austria: Junge Pirat*innen[8]
- Bielorussia: Фаланстэр / Falanster[9]
- Belgio: (Fiandre) Jonge Piraten[9]
- Finlandia: Piraattinuoret[9]
- Francia: Jeunes Pirates[9]
- Germania: Junge Piraten[9]
- Islanda: Ungir Píratar
- Lussemburgo: Jonk Piraten[9]
- Norvegia: Unge Pirater[9]
- Svezia: Ung Pirat[9]